# Koki Otani
Koki Otani (大谷 幸輝 Ōtani Kōki?, Kumamoto, Kumamoto, 8 de abril de 1989) es un futbolista japonés que juega como guardameta en el Giravanz Kitakyushu.

## Trayectoria

### Clubes
| Club                         | País  | Año       |
| ---------------------------- | ----- | --------- |
| Urawa Reds                   | Japón | 2008-2016 |
| Giravanz Kitakyushu (cedido) | Japón | 2014      |
| Albirex Niigata              | Japón | 2017-2020 |
| Hokkaido Consadole Sapporo   | Japón | 2021-2023 |
| Giravanz Kitakyushu          | Japón | 2024-     |

## Palmarés

### Títulos nacionales
| Título         | Club       | País  | Año  |
| -------------- | ---------- | ----- | ---- |
| Copa J. League | Urawa Reds | Japón | 2016 |